# Roßlau (Elbe)

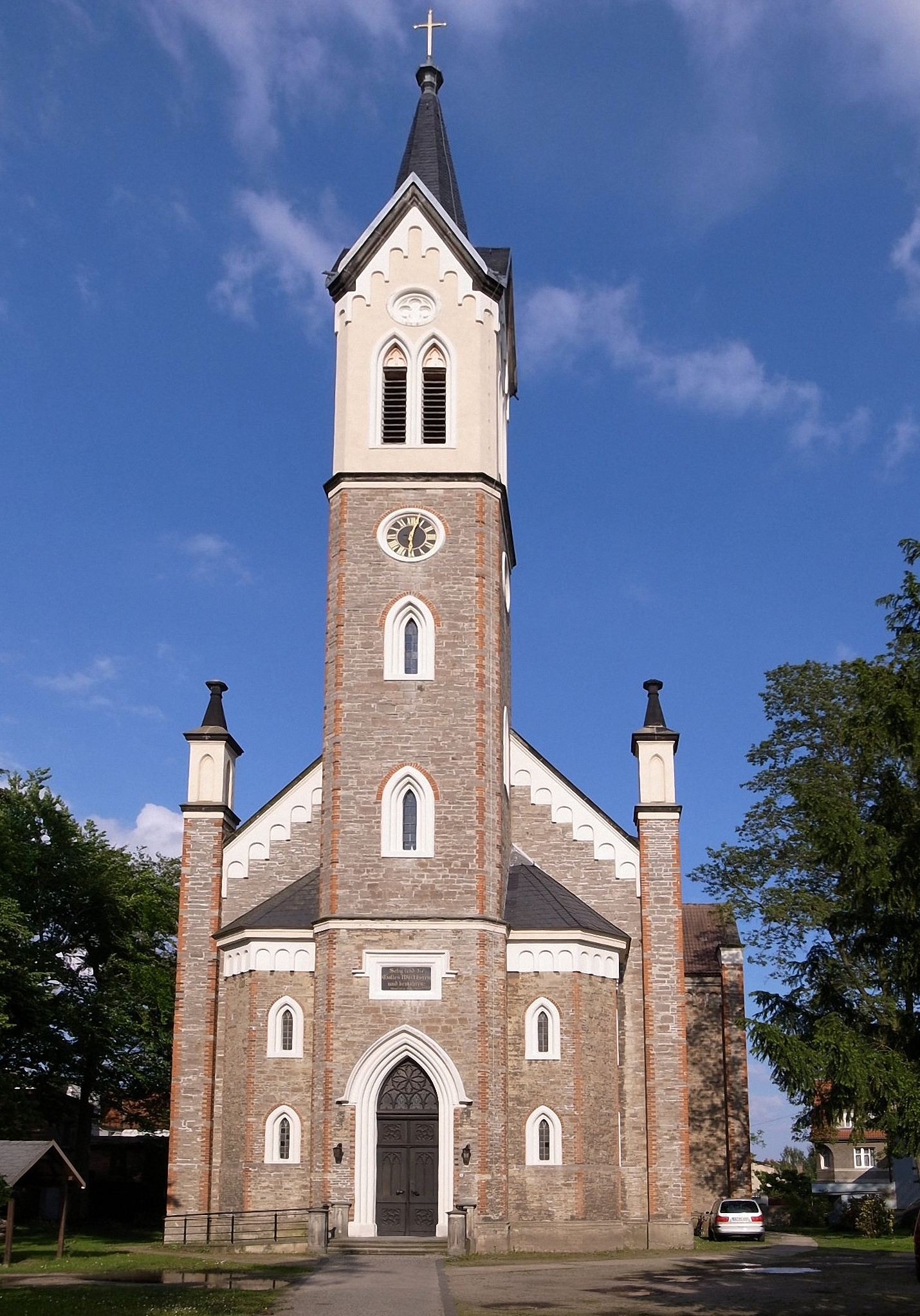
Ev. Kirche St. Marien

Roßlau (Elbe) ist ein Stadtteil der Stadt Dessau-Roßlau und war bis zum 30. Juni 2007 eine eigenständige Stadt im Land Sachsen-Anhalt (Deutschland). Sie gehörte zum Landkreis Anhalt-Zerbst. Durch das vom Landtag des Landes Sachsen-Anhalt am 6. Oktober 2005 beschlossene Kommunalneugliederungsgesetz wurde Roßlau mit der Stadt Dessau am 1. Juli 2007 zur Stadt Dessau-Roßlau fusioniert.

## Geographie
Roßlau liegt an der Elbe und etwa 55 km südöstlich der Landeshauptstadt Magdeburg sowie 120 km südwestlich der Bundeshauptstadt Berlin. Roßlau wird von der Rossel durchflossen.
Zu Roßlau gehörten die Ortsteile Natho, Meinsdorf, Mühlstedt und Streetz.

## Geschichte
1215 wurde der Ort als „Rozelowe“ erstmals urkundlich erwähnt, 1359 tauchte „Dat borchlen zu Rozlau“ auf. Der Name ist niederländischen Ursprungs und deutet auf die Gründung und Besiedlung Roßlaus von Bewohnern der niederländischen Ortschaft Reusel (und Umgebung) in Noord-Brabant.
Die erste Brücke über die Elbe wurde 1583 gebaut; schon 20 Jahre später wurden dem Ort die Markt- und Stadtrechte verliehen. An dieser Elbbrücke fand 1626 während des Dreißigjährigen Krieges die Schlacht bei Dessau statt. Wenige Jahre später, 1631, wurde die Brücke zerstört. Sechs Jahre darauf brannten kaiserliche Soldaten die Stadt nieder; 1717 brannte die Stadt erneut. 1740 wurden Rathaus und Schloss gebaut. 1765–1767 war Roßlau Ausgangspunkt für Kolonistenzüge, die die russische Zarin Katharina die Große (eine Anhalt-Zerbster Prinzessin) in ihr Land gerufen hatte. 1806 brannte die Elbbrücke wieder, von vor Napoleons Armee fliehenden Preußen in Brand gesteckt. 1836–1838 ließ Herzog Heinrich von Anhalt-Köthen die verfallene mittelalterliche Burg im neogotisch-romantischen Zeitgeist umfassend erneuern.
In der Stadt finden sich mehrere Zeugnisse der spätklassizistischen Baukunst des Roßlauer Baumeisters Gottfried Bandhauer.
1841 wurde Roßlau an das Schienennetz der Berlin-Anhaltischen Eisenbahn angeschlossen. In der zweiten Hälfte des 19. Jahrhunderts erfolgten Fabrik-, Zeitungs- und Werftgründungen, so wurde die Industrialisierung der Stadt Roßlau maßgeblich durch die Sachsenberg-Werke beeinflusst. 1907 wurde eine Straßenbahnlinie zwischen Dessau und Roßlau in Betrieb genommen, die aber nach der Zerstörung Dessaus am 7. März 1945 eingestellt und nicht wieder eingerichtet wurde.
Im Herbst 1933 richtete die nationalsozialistische anhaltische Regierung im ehemaligen Volkshaus in der Hauptstraße 51 eines der frühen KZ ein, in dem vorwiegend KPD- und SPD-Mitglieder inhaftiert und schikaniert wurden. Im Sommer 1934 wurde das KZ Roßlau geschlossen. Die Insassen kamen in das KZ Lichtenburg.
Die Stadt Roßlau (Elbe) war vom 1. April 1935 bis zum 1. April 1946 in die Stadt Dessau eingemeindet, um Dessau als Gauhauptstadt zur erforderlichen Einwohnerzahl von mindestens 100.000 zu verhelfen. 1952 wurde aus dem östlichen Teil des Landkreises Zerbst der Kreis Roßlau gebildet, Roßlau wurde Kreisstadt. Diesen Status verlor die Stadt am 1. Juli 1994 mit der Bildung des Landkreises Anhalt-Zerbst wieder.
Am 1. Januar 2001 wurde die bis dahin eigenständige Gemeinde Streetz mit dem zugehörigen Ortsteil Natho nach Roßlau eingemeindet.
Durch das Elbhochwasser 2002 entstanden in der Stadt zahlreiche Schäden. Es übertraf deutlich das Elbhochwasser 1845.
Im Juli 2024 wurde Laurens Nothdurft (AfD) im Ortschaftsrat zum Ortsbürgermeister von Roßlau gewählt.

## Einwohnerentwicklung
Die Einwohnerzahl Roßlaus nahm durch die Industrialisierung bis zum Zweiten Weltkrieg auf ca. 17.500 Einwohner zu. Zu DDR-Zeiten nahm sie auf ca. 15.000 Einwohner ab. Dieser Trend setzte sich nach der Wende in der DDR fort, sodass kurz vor der Eingemeindung im Jahre 2006 eine Einwohnerzahl von 13.849 erreicht war.

## Wappen
| Wappen von Roßlau | Blasonierung: „In Silber auf blauen Wellen ein linkshin fahrendes rotes Segelschiff, auf dessen goldenem Segel ein aufgerichteter, linksgewendeter, silbern gekrönter und rot bewehrter schwarzer Bär steht mit je einem abgewendeten Beil in beiden Vordertatzen; die rote Mastspitze mit einem blauen Karpfen beheftet; am Bug die Stadtfahne in Blau über Silber.“ |
| Wappen von Roßlau | Wappenbegründung: Das Wappen symbolisiert die Bedeutung der Elbe-Schifffahrt für die Stadt Roßlau. Der Bär auf dem Segel weist auf die geschichtliche Zugehörigkeit zur Herrschaft der Askanier hin. Der Ständer am Bug des Schiffes zeigt die Roßlauer Farben blau - weiß. Die Bedeutung des Karpfens ist nicht eindeutig geklärt, es gibt diverse Sagen dazu.       |

## Sehenswürdigkeiten

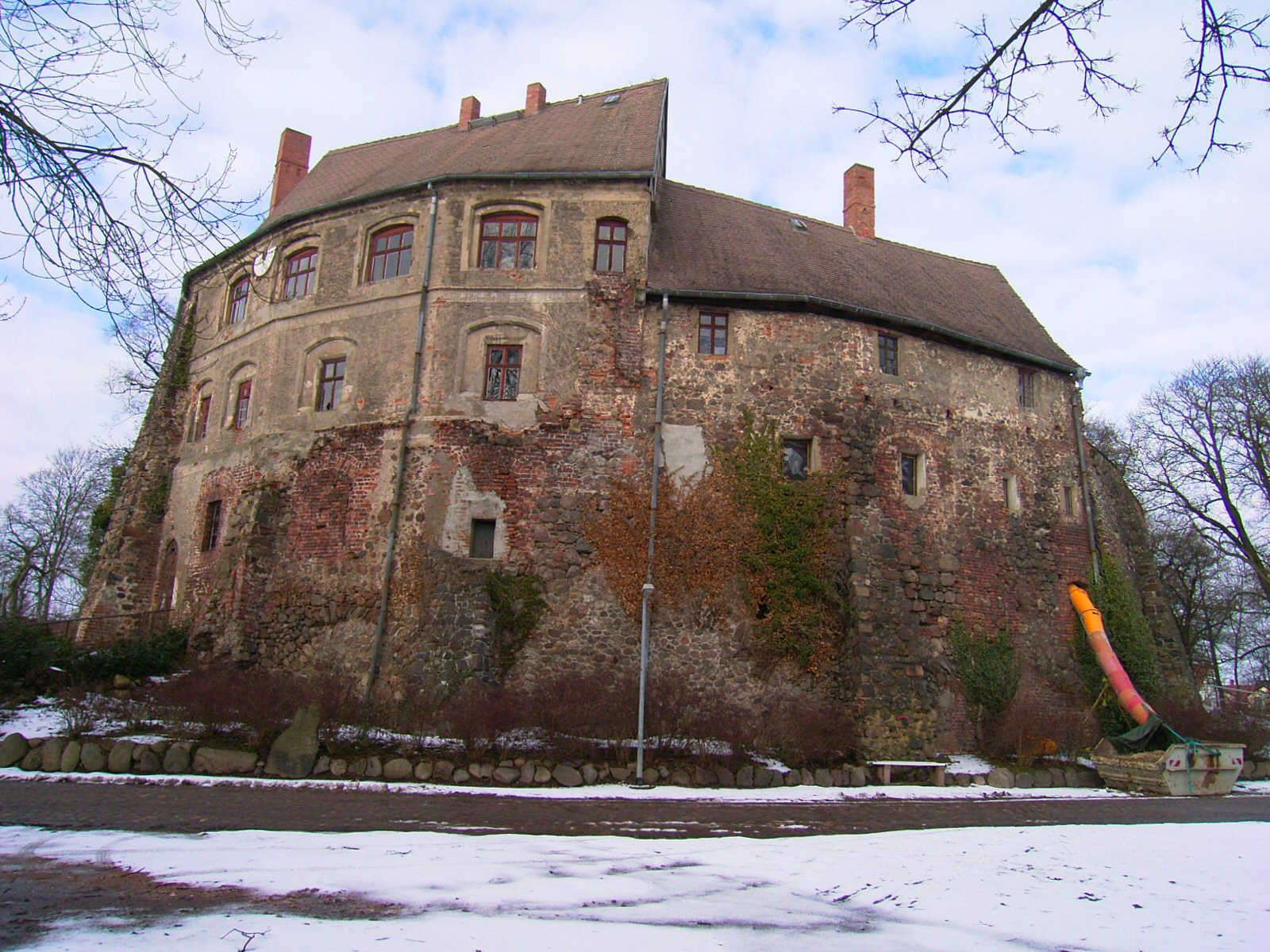
Burg Roßlau
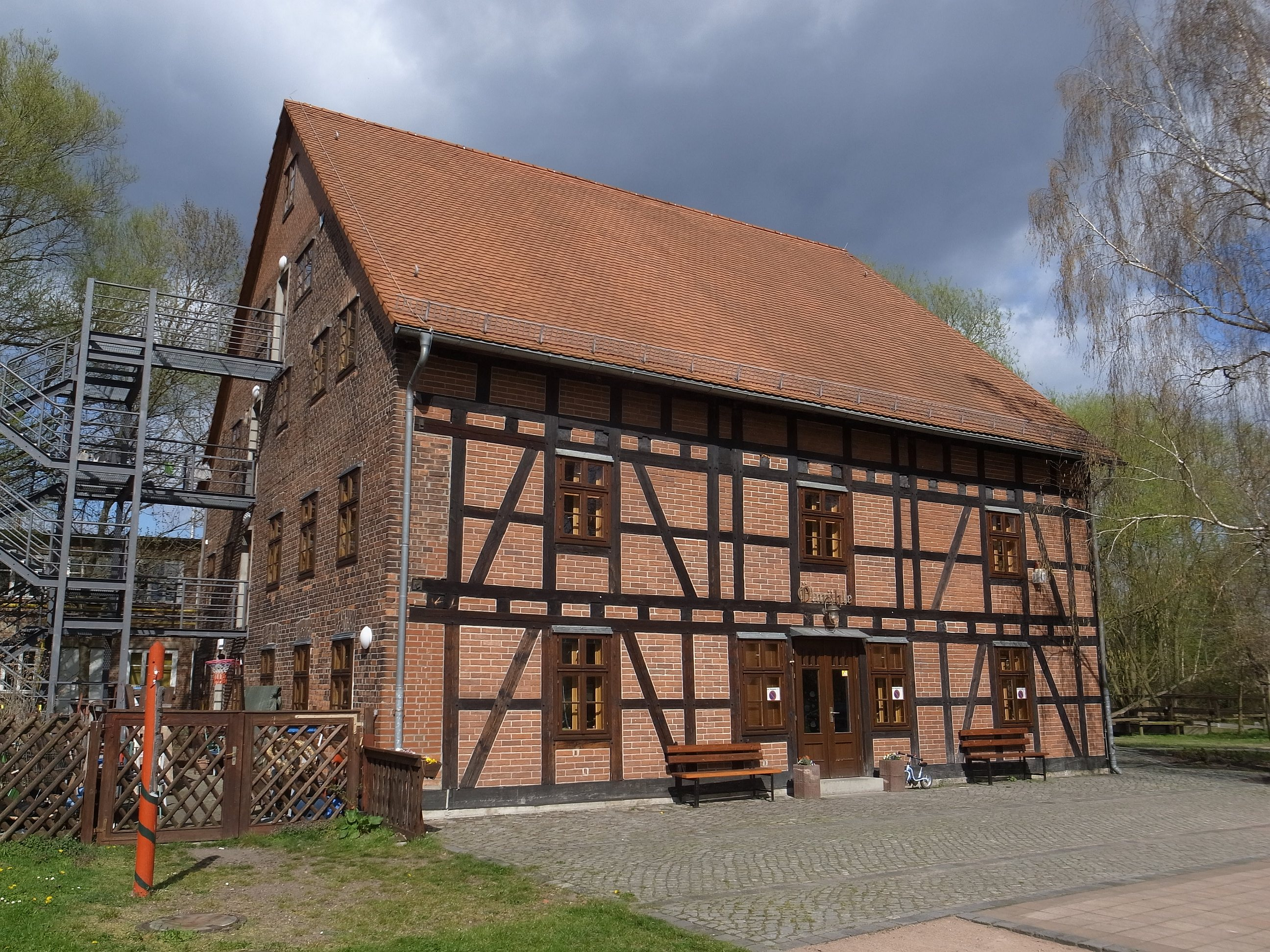
Ölmühle
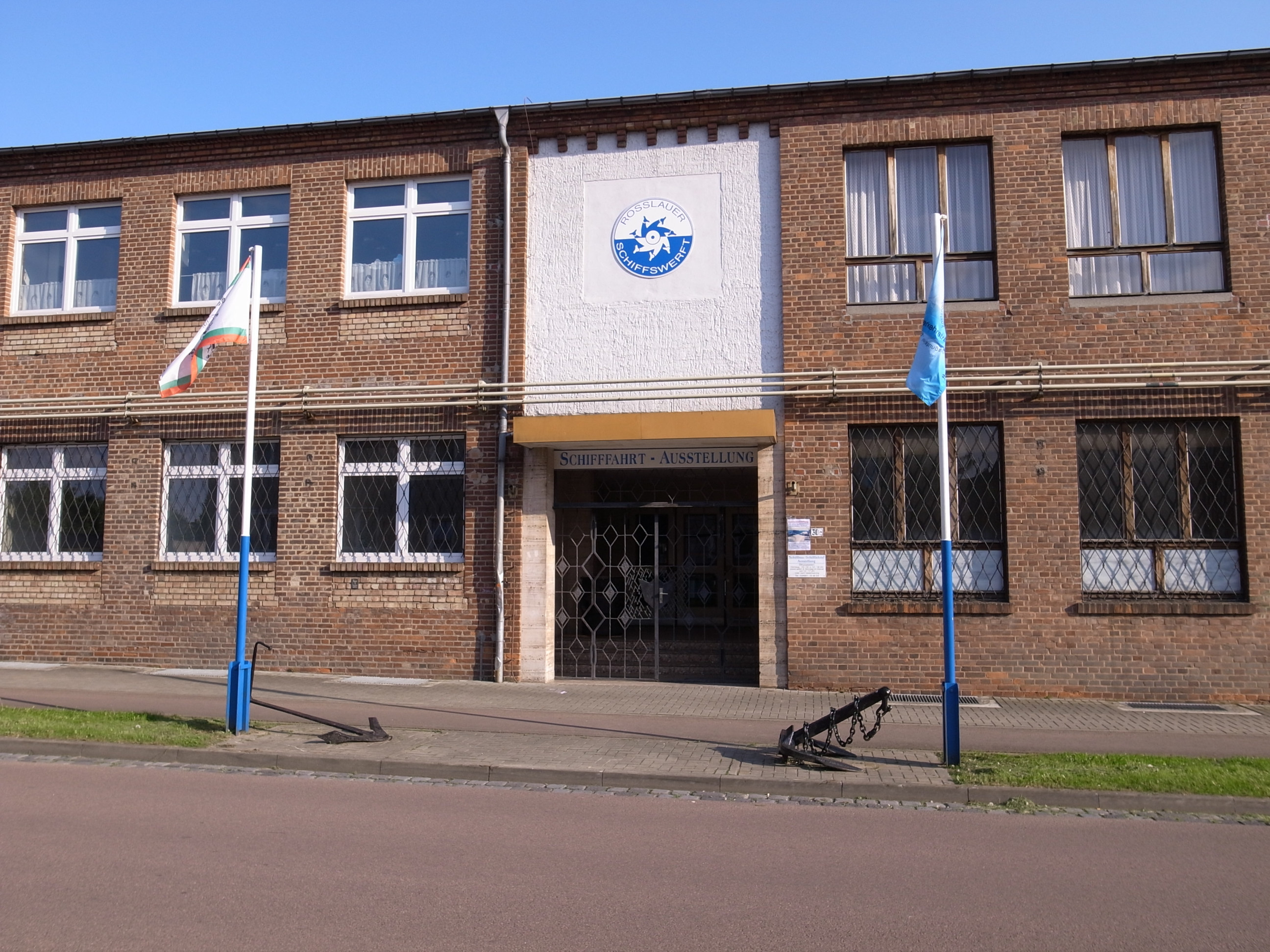
Schiffbau- und Schifffahrtsmuseum
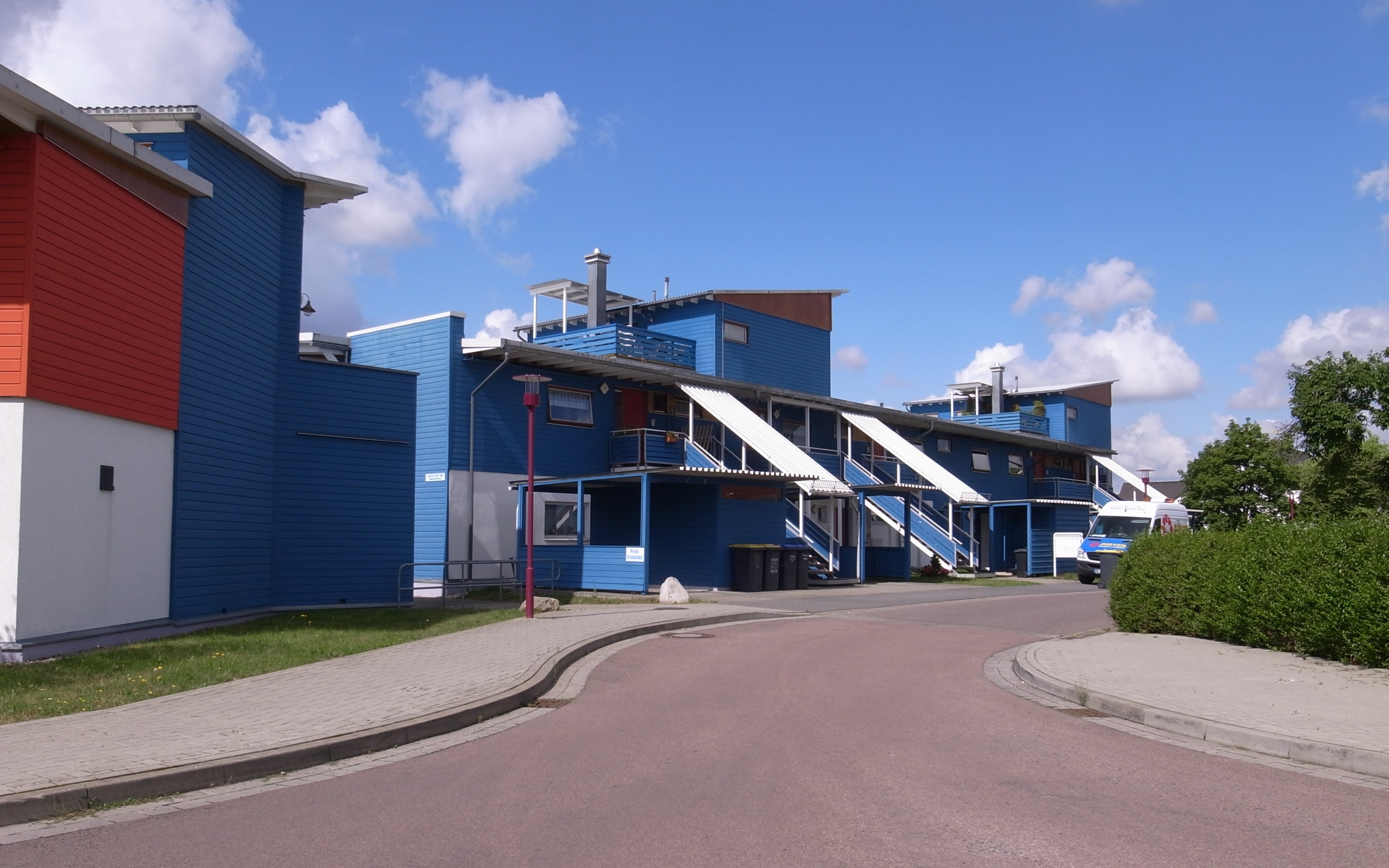
Europadorf
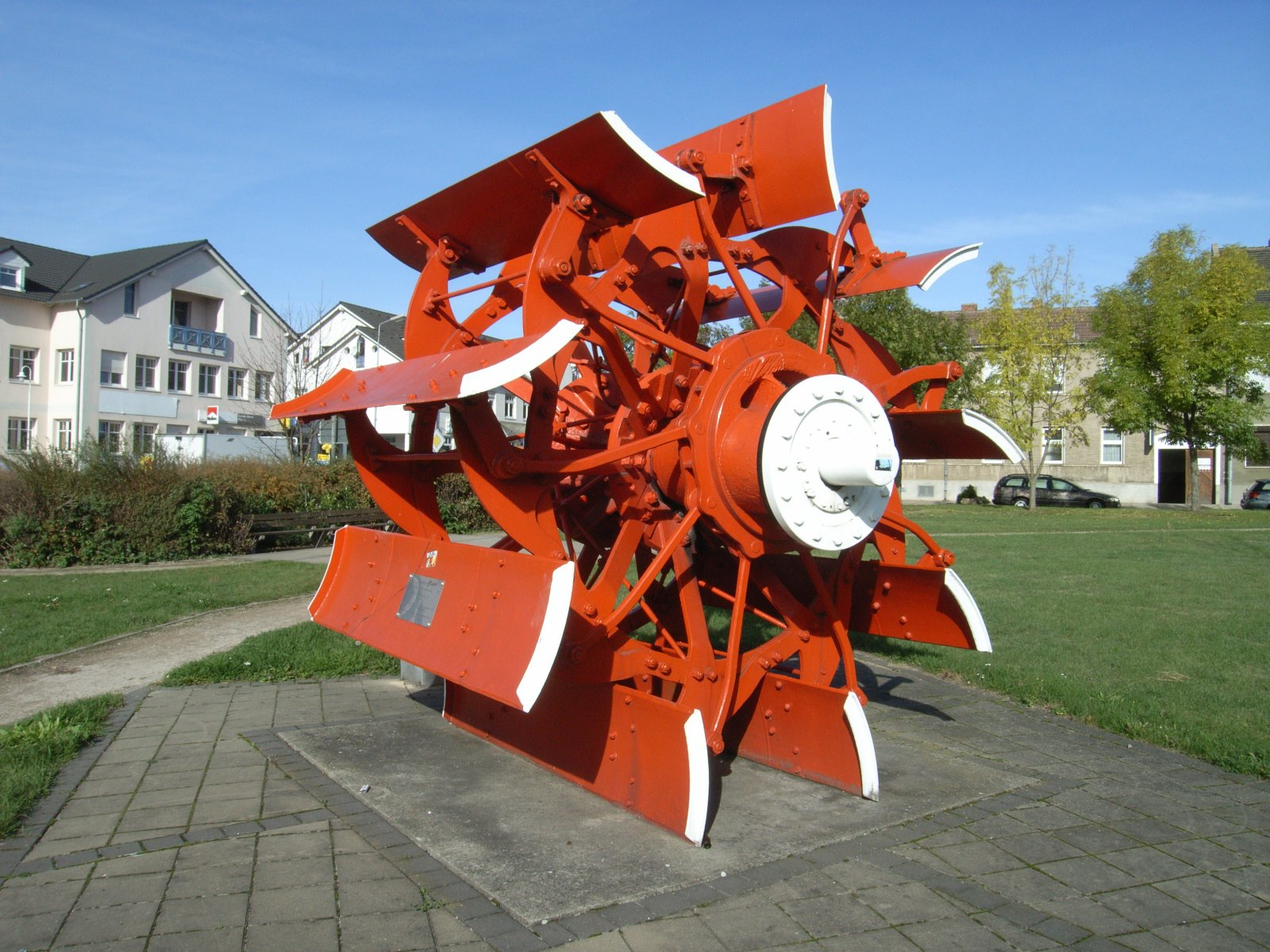
Exzenterschaufelrad, Roßlauer Schiffswerft

Die folgenden Sehenswürdigkeiten befinden sich in Roßlau:
- Wasserburg Roßlau

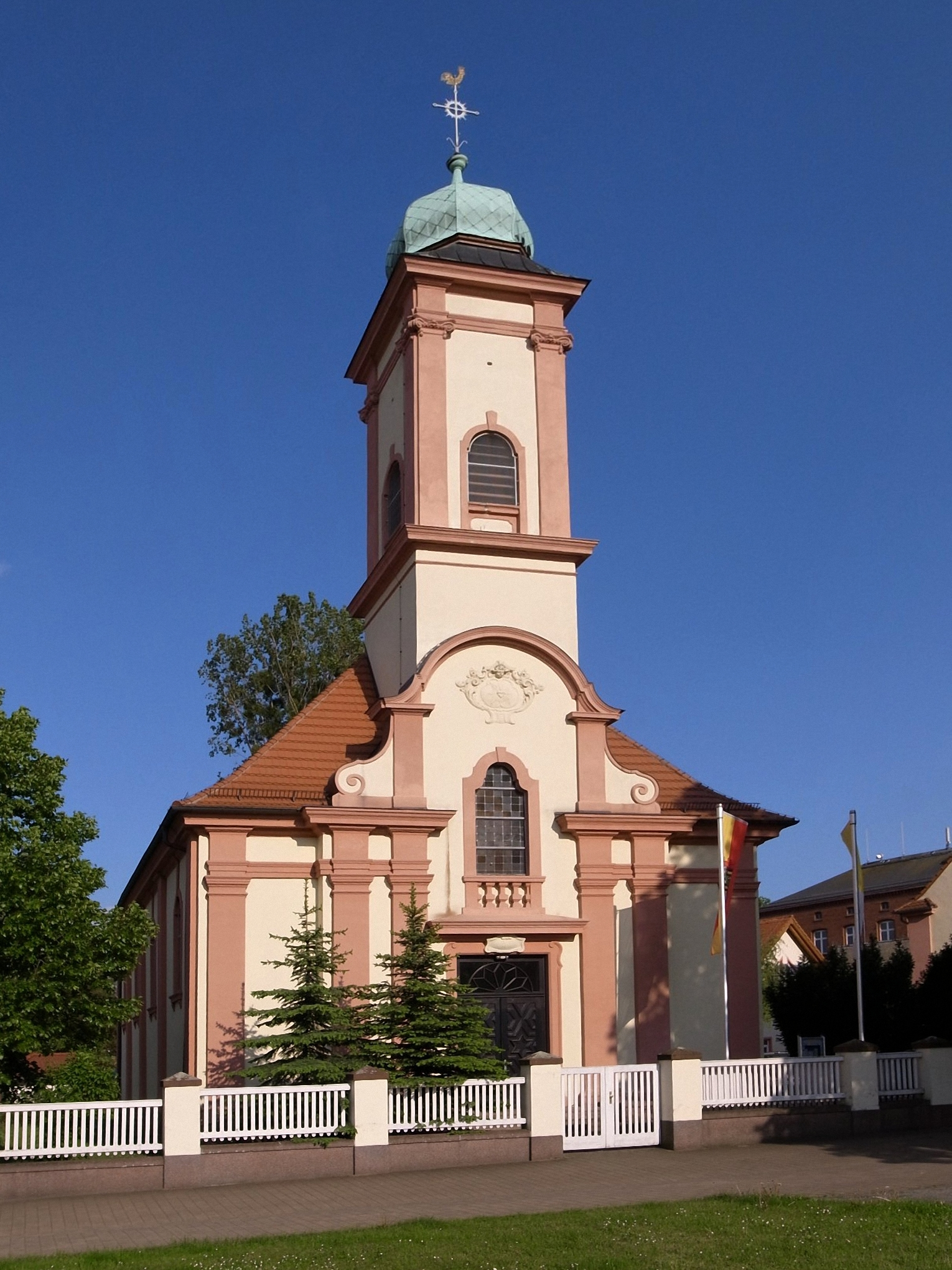
Kath. Kirche Herz Jesu

- Evangelische Stadtkirche St. Marien
- Katholische Herz-Jesu-Kirche
- Rathaus
- Brauhaus am Markt
- Portal des Alten Friedhofes (Pylone)
- Ölmühle, heute genutzt als soziokulturelles Zentrum
- Schiffbau- und Schifffahrtsmuseum
- Elbe-Rossel-Halle
- Europadorf

## Gedenkstätten
- Gedenkstein im Vorgarten des Volkshauses (ehemaliges KZ Roßlau, Hauptstraße 51) für die Verfolgten des Naziregimes
- Sowjetischer Ehrenfriedhof in der Lukoer Straße für 224 Rotarmisten sowie zahlreiche Kriegsgefangene mehrerer Nationen, die Opfer von Zwangsarbeit wurden
- Denkmal von 1968 auf dem Anhaltiner Platz (ehemals Thälmannplatz) zur Erinnerung an den KPD-Vorsitzenden Ernst Thälmann
- Gedenktafel für den Pädagogen und Antifaschisten Theodor Neubauer von 1974 auf dem Hof der damaligen "Polytechnischen Oberschule Dr. Theodor Neubauer" (heute Goethe-Gymnasium). Die Tafel wurde nach 1989 beseitigt.

## Verkehr

### Schienenverkehr

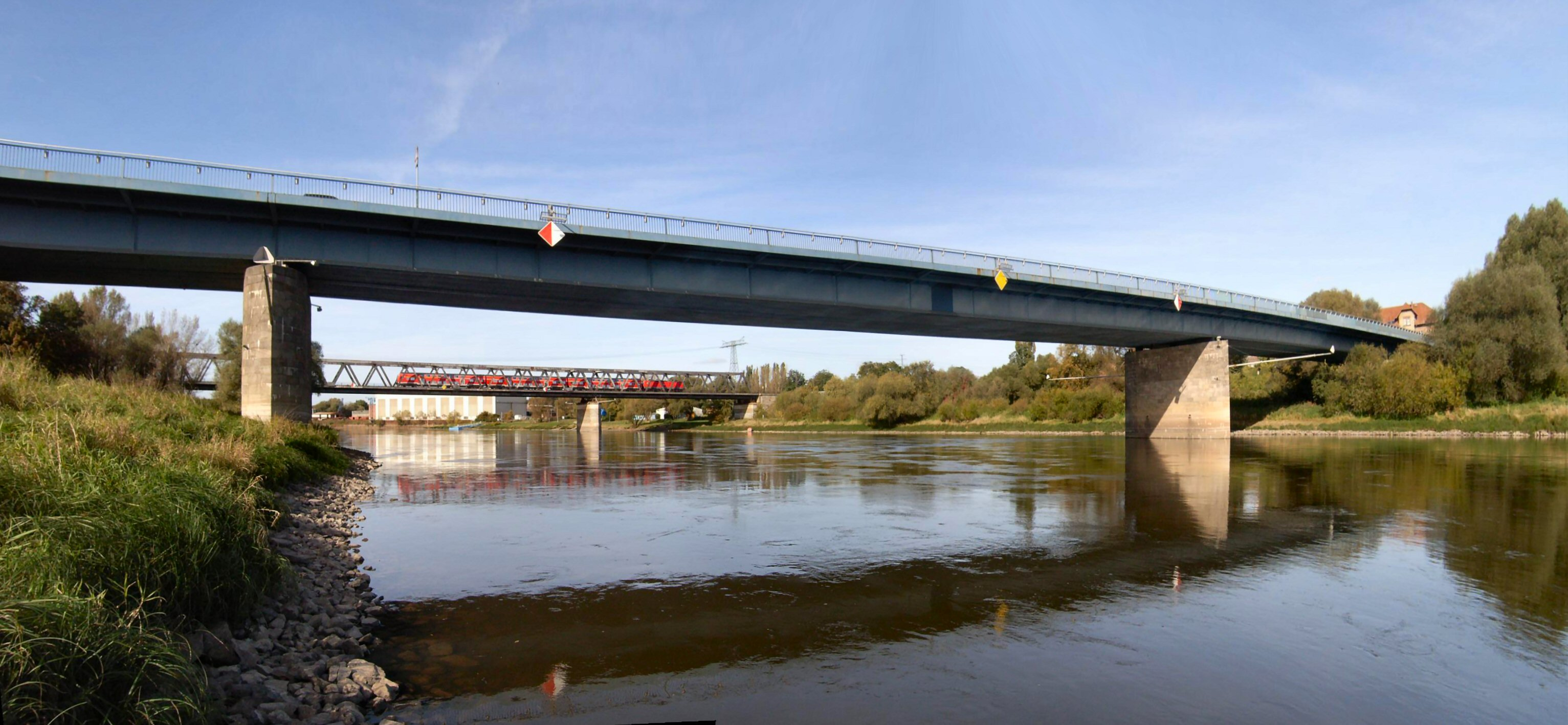
Straßen- und Schienenbrücke über die Elbe

Bereits 1841 errichtete die Berlin-Anhaltische Eisenbahn-Gesellschaft beim Bau ihrer Stammstrecke von Berlin über Wittenberg und Dessau nach Köthen ein erstes Bahnhofsgebäude in Roßlau. Die Strecke wurde am 17. August 1841 feierlich eröffnet.
Später entwickelte sich Roßlau zu einem Knotenpunkt im Eisenbahnnetz. Hier treffen die Bahnstrecken Trebnitz–Leipzig, Roßlau–Falkenberg/Elster und Wiesenburg–Roßlau aufeinander. Unmittelbar südlich des Bahnhofs Roßlau befindet sich die Eisenbahnbrücke über die Elbe. Der ehemals bedeutende Güterbahnhof liegt heute weitgehend brach. Derzeit erfolgt ein umfassender Umbau inkl. einer grundlegenden Sanierung der Gleis- und Oberleitungsanlagen des Eisenbahn-Verkehrsknotens Roßlau/Dessau und somit auch der Anlagen in Roßlau. Der Spurplan des Bahnhofs soll vereinfacht und ein Elektronisches Stellwerk errichtet werden. Am Bahnhof Roßlau entstehen zwei neue Seitenbahnsteige.
Heute wird der Bahnhof Roßlau (Elbe) von Regional-Express-Zügen und Regionalbahnen der Linien Magdeburg–Dessau–Leipzig, Dessau–Lutherstadt Wittenberg sowie Berlin–Dessau bedient. Dessen Bahnhofsgebäude wurde im April 2013 versteigert. Bis zur Neugliederung der fusionierten Stadt Dessau-Roßlau gehörte der Haltepunkt Meinsdorf an der Bahnstrecke Richtung Falkenberg/Elster ebenfalls zur Roßlau, hier halten Regionalbahnen der Linie Lutherstadt Wittenberg–Dessau.

### Straßenverkehr
Durch Roßlau verlaufen die Bundesstraßen 184 und 187 sowie die Landesstraße 120. Die B 184 führt hier auf einer Straßenbrücke über die Elbe. Die Autobahn 9 ist rund 12 Kilometer östlich über die Anschlussstelle Coswig erreichbar.

### Schiffsverkehr
Der Hafen Roßlau liegt an der Elbe und dient dem Güterumschlag. Er ist an das Straßen- und Schienennetz angebunden. Ab 1965 übernahm er den Verkehr vom Dessauer Wallwitzhafen.

## Ehemalige Garnison

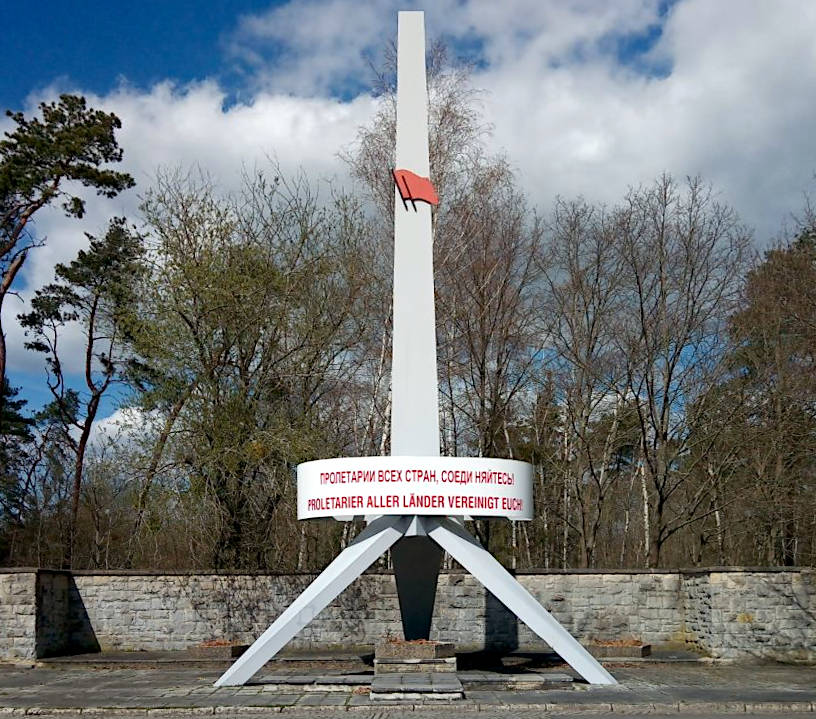
Denkmal an der Ölpfuhl-Allee

Roßlau erhielt in den 1930er Jahren bei der Aufrüstung der Wehrmacht eine Garnison, als ein Pionier-Übungsplatz mit Pionierschule, Lager und Park sowie zwei Kasernen (Semendria- und Sturmbataillon-Rohr-Kaserne an der Meinsdorfer Straße bzw. Ölpfuhlallee) errichtet wurden. Die Anlagen wurden nach 1945 von den sowjetischen Truppen belegt. Zuletzt war dort die 7. Garde-Panzerdivision stationiert, die 1990/91 und damit schon vor dem Inkrafttreten des Abzugsvertrags abzog.
Dieses Militärareal wurde bis 2004 abgerissen.

## Persönlichkeiten

### Ehrenbürger
- 1917: Kommerzienrat Sachsenberg[10]

### Söhne und Töchter der Stadt

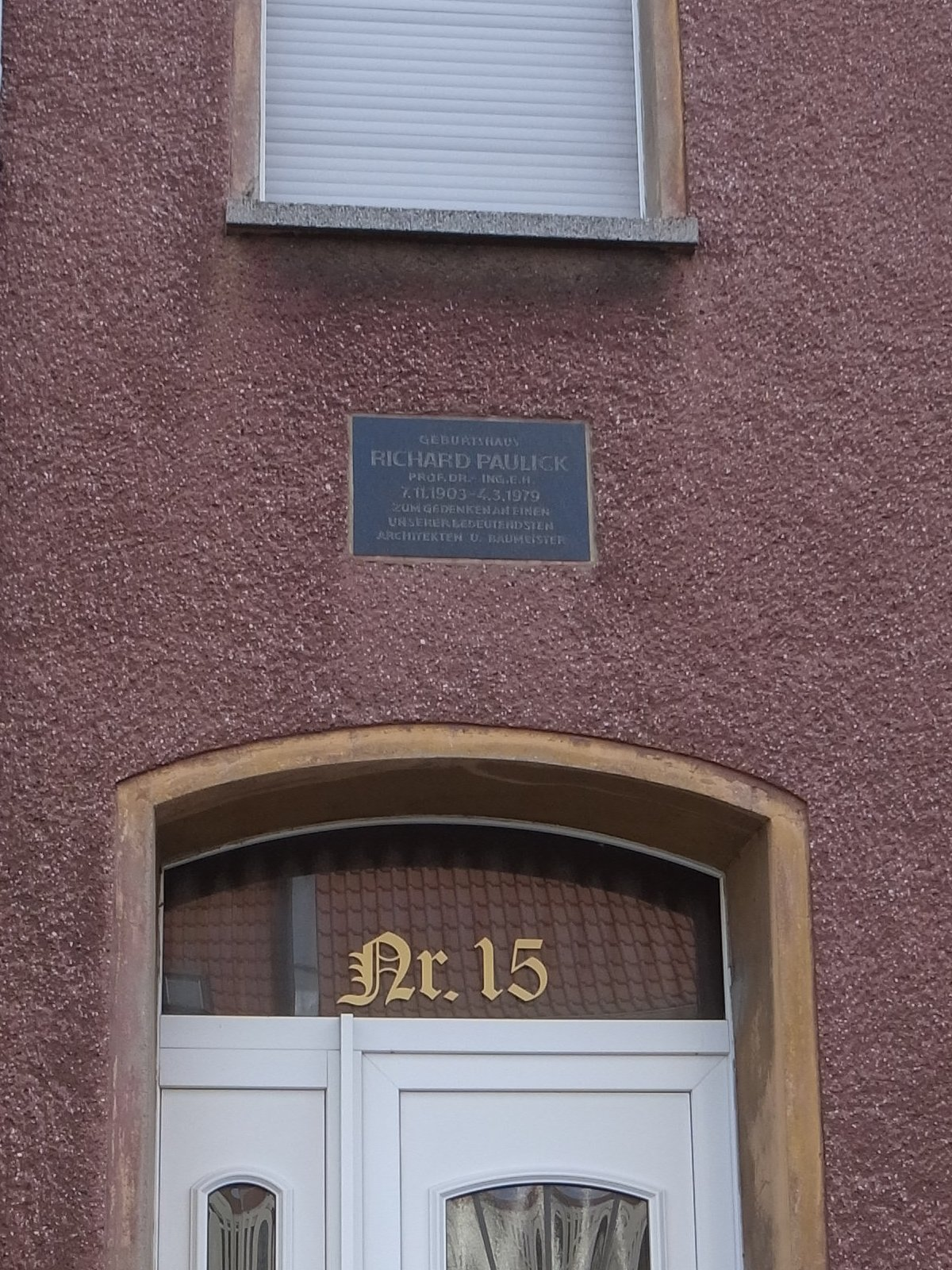
Gedenktafel am Geburtshaus von Richard Paulick

- Gottfried Bandhauer (1790–1837), Baumeister des Klassizismus
- Franz Specht (1888–1949), Sprachwissenschaftler und Hochschullehrer
- Gotthard Sachsenberg (1891–1961), Offizier, Unternehmer und Politiker (Wirtschaftspartei)
- Udo Müller (1902–1974), Anwalt und Ministerialbeamter
- Richard Paulick (1903–1979), Architekt
- Bert Donnepp (1914–1995), Pädagoge und Publizist
- Wolfgang Schwenke (1921–2006), Zoologe, Entomologe und Forstwissenschaftler
- Bobby Bölke (1926–2007), Schauspieler und Moderator
- Günter Dreibrodt (* 1951), ehemaliger Handballspieler
- Uwe Schulze (* 1962), Kommunalpolitiker
- Jörg Bernstein (* 1966), Politiker (FDP)
- Peter Müller (* 1967), Kunsthistoriker und Publizist
- Holger Hövelmann (* 1967), Politiker (SPD)
- Daniela Trochowski (* 1969), Politikerin (Die Linke); Staatssekretärin in Brandenburg
- Nico Schüler (* 1970), Musikforscher und Hochschullehrer